# Amenófis II
Amenotepe II ou Amenófis II foi o sétimo faraó da XVIII dinastia do Antigo Egito. Governou o Egito num período de cerca de vinte e cinco anos. O egiptólogo alemão Jürgen von Beckerath situa o seu reinado entre 1428 e 1397 a.C., enquanto que Nicholas Grimal entre 1425 e 1401 a.C.
Nascido em Mênfis, era filho do faraó Tutemés III, de uma esposa secundária e não era o seu primeiro filho, o primogênito. 
Durante a sua juventude foi encarregado pelo pai de supervisionar as descargas de madeira no porto de Perunefer, perto da cidade de Mênfis. Apreciava igualmente a prática do desporto e da caça, aspectos que manteve ao longo da sua vida. Como seu irmão primogênito havia morrido de uma maneira inexplicável, seu pai associou-o ao trono antes de morrer, uma prática adotada por alguns faraós como forma de garantir uma sucessão sem conflitos.
Assim que ascende ao trono tem que fazer frente a uma revolta na Síria, região que se encontrava submetida ao Egito nesta altura. Esta foi a primeira de três rebeliões que se verificam durante o seu reinado e que foram por si debeladas.
No ano 9 do seu reinado Amenófis realizou uma segunda campanha militar na região da Síria. Submetidos os revoltosos, os líderes locais são substituídos por homens de confiança do faraó que obrigou esta região ao pagamento de pesados tributos em ouro, que muito contribuíram para a riqueza do Egito.
Adquiriu uma reputação de crueldade, que se manifestou em episódios como o da captura de sete chefes sírios que foram sacrificados ao deus Amon, tendo as suas cabeças e mãos sido expostas no templo de Carnaque.
Este faraó ordenou vários projectos de construção, como os trabalhos de ampliação do templo de Carnaque, para além de ter ordenado a construção de um templo Kalabcha.
Foi sucedido pelo seu filho Tutemés IV. Amenófis II foi sepultado no túmulo KV35 do Vale dos Reis, local onde se acham a maior parte dos túmulos dos faraós do Império Novo. Em 1898 a sua múmia, que ainda se encontrava no sarcófago, foi descoberta por Victor Loret.
Além de não ser primogênito, sabe-se que ele também teve o seu primogênito morto, então ele indicou como seu sucessor Tutemés IV.